# Sinohippus
Genre
Sinohippus est un genre fossile d'équidé de la sous-famille fossile des Anchitheriinae. Il a vécu en Eurasie au Miocène, d'environ 19,8 à 5,3 millions d'années, et s'est éteint au début du Pliocène.

## Historique
Les premiers fossiles de Sinohippus ont été découverts en Chine. C'est sur la base de ces fossiles que Schlosser décrivit en 1903 la première espèce du futur genre Sinohippus, sous le nom Anchitherium zittelli, en rapprochant un fragment de mandibule, découvert probablement dans le Shanxi, du genre Hypohippus, un équidé primitif d'Amérique du Nord. D'autres fossiles furent découverts par la suite en Corée et en Mongolie. Le genre Sinohippus a été créé en 1962 par le chercheur chinois Zhai. En 2004, le genre fut rapproché de fossiles découverts en France et en Espagne, précédemment attribués au genre Anchitherium.

## Description

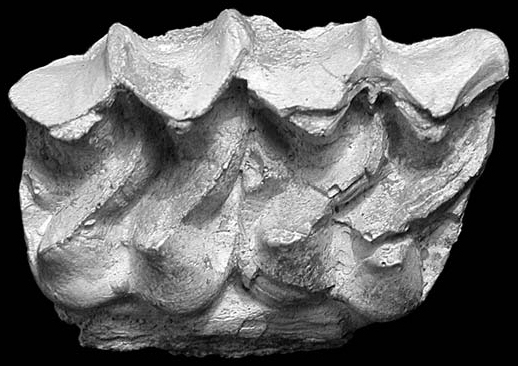
Dessus de la dent de Sinohippus

Sinohippus est un équidé de grande taille. Il est considéré comme un folivore.

## Classification
Sinohippus est classé dans la sous-famille des Anchitheriinae, un groupe d'équidés largement répandu en Amérique du Nord et en Eurasie tout au long du Miocène. Cette sous-famille comprend également les genres Hypohippus, Megahippus (en), Kalobatippus, Anchitherium.

## Histoire évolutive
Les ancêtres de Sinohippus, tout comme ceux d'Anchitherium, ont traversé la Béringie depuis l'Amérique du Nord pour se répandre en Eurasie.

## Liste des espèces
Le genre Sinohippus compte deux espèces :
- † Sinohippus zitteli (Schlosser, 1903) : Chine, Mongolie[1]
- † Sinohippus sampelayoi (Villalta & Crusafont, 1945) : Espagne, France, Turquie[1]